# Деревня Сатинской школы пчеловодов
Сатинской школы пчеловодов — упразднённая деревня в Боровском районе Калужской области. Входила в состав сельского поселения «Деревня Совьяки». Исключена из учётных данных в 2017 году, де-факто включена в состав деревни Сатино (улица Парковая).

## География
Деревня располагалась у южной окраины деревни Сатино, на правом берегу ручья Западно-Сатинский.

## История
Населённый пункт упразднён постановлением Законодательного собрания Калужской области от 23 марта 2017 года № 384.

## Население
| 2002 | 2010 |
| ---- | ---- |
| 0    | →0   |